# Ämter in Westfalen
Von 1843 bis 1974 gab es Ämter in Westfalen. Westfalen gehörte zunächst als Provinz zu Preußen. 1946 bildete es zusammen mit dem Norden der ehemaligen preußischen Rheinprovinz das Land Nordrhein-Westfalen. 1947 kam das ehemalige Land Lippe hinzu.

## Errichtung der Ämter
Die preußische Landgemeindeordnung für die Provinz Westfalen von 1841 ersetzte die in der Franzosenzeit (von 1806 bis 1813) eingeführten Bürgermeistereien mit Wirkung ab 1843 durch Ämter. Die Städte, die die Revidierte Preußische Städteordnung von 1831 erhalten hatten, blieben amtsfrei.

## Ämter als Verwaltungsebene
Ämter waren die Verwaltungsinstanz unterhalb der Kreisebene und oberhalb der Gemeindeebene. Sie wurden zunächst von Amtmännern, später Amtsbürgermeistern geleitet. Nach dem Zweiten Weltkrieg hießen die Leiter der Ämter Amtsdirektoren. Bis 1934 konnten westfälische Ämter auch aus einer einzigen Gemeinde bestehen.

## Amtsgliederung 1858
Hier wird die Gliederung der Kreise der Provinz Westfalen in Ämter nach dem Stand von 1858 aufgeführt.

### Regierungsbezirk Arnsberg
Im Regierungsbezirk Arnsberg gab es 1858 nach Kreisen geordnet die folgenden Ämter (mit den aufgelisteten amtsangehörigen Gemeinden):
Kreis Altena
- Amt Altena mit den Gemeinden Kelleramt und Wiblingwerde
- Amt Halver mit der Gemeinde Halver
- Amt Herscheid mit der Gemeinde Herscheid
- Amt Kierspe mit den Gemeinden Kierspe und Rönsahl
- Amt Lüdenscheid mit den Gemeinden Hülscheid und Lüdenscheid-Land
- Amt Meinerzhagen mit den Gemeinden Meinerzhagen und Valbert
- Amt Neuenrade mit den Gemeinden Dahle, Neuenrade, Ohle und Werdohl
- Amt Plettenberg mit der Gemeinde Plettenberg-Land

Die Städte Altena, Lüdenscheid und Plettenberg waren amtsfrei.
Kreis Arnsberg
- Amt Allendorf mit den Gemeinden Allendorf, Amecke, Endorf, Hagen, Stockum, Sundern und Wildewiese
- Amt Balve mit den Gemeinden Affeln, Altenaffeln, Asbeck, Balve, Beckum, Blintrop, Eisborn, Garbeck, Küntrop, Langenholthausen, Mellen und Volkringhausen
- Amt Freienohl mit den Gemeinden Altenhellefeld, Breitenbruch, Dinschede, Freienohl, Grevenstein, Hellefeld, Herblinghausen, Linnepe, Meinkenbracht, Rumbeck, Uentrop, Visbeck und Westenfeld
- Amt Hüsten mit den Gemeinden Bachum, Bruchhausen, Echthausen, Enkhausen, Estinghausen, Hachen, Herdringen, Holzen, Hövel, Hüsten, Langscheid, Müschede, Niedereimer, Stemel, Voßwinkel und Wennigloh
- Amt Warstein mit den Gemeinden Allagen, Belecke, Hirschberg, Mülheim, Sichtigvor, Waldhausen und Warstein

Die Städte Arnsberg und Neheim waren amtsfrei.
Kreis Bochum
- Amt Blankenstein mit den Gemeinden Blankenstein, Buchholz, Durchholz, Heven, Ostherbede, Stiepel, Vormholz und Westherbede
- Amt Bochum mit den Gemeinden Altenbochum, Bergen, Gerthe, Grumme, Hamme, Harpen, Hofstede, Hordel, Laer, Querenburg, Riemke, Weitmar und Wiemelhausen
- Amt Hattingen mit den Gemeinden Altendorf, Baak, Bredenscheid, Dahlhausen, Dumberg, Holthausen, Horst, Linden, Niederbonsfeld, Niederelfringhausen, Niederstüter, Niederwenigern, Oberbonsfeld, Oberelfringhausen, Oberstüter und Winz
- Amt Herne mit den Gemeinden Baukau, Bickern, Bladenhorst, Crange, Eickel, Herne, Hiltrop, Holsterhausen, Horsthausen, Pöppinghausen und Röhlinghausen
- Amt Langendreer mit den Gemeinden Düren, Langendreer, Somborn, Stockum und Werne
- Amt Wattenscheid mit den Gemeinden Braubauerschaft, Bulmke, Eiberg, Eppendorf, Freisenbruch, Gelsenkirchen, Günnigfeld, Heßler, Höntrop, Hüllen, Königssteele, Leithe, Munscheid, Schalke, Sevinghausen, Ueckendorf, Wattenscheid und Westenfeld

Die Städte Bochum, Hattingen und Witten waren amtsfrei.
Kreis Brilon
- Amt Bigge mit den Gemeinden Altenbüren, Antfeld, Assinghausen, Bigge, Bruchhausen, Brunskappel, Elleringhausen, Elpe, Eßhoff, Grimlinghausen, Helmeringhausen, Olsberg, Siedlinghausen, Wiemeringhausen und Wulmeringhausen
- Amt Liesen mit den Gemeinden Braunshausen, Hesborn, Liesen und Züschen
- Amt Medebach mit den Gemeinden Berge, Deifeld, Dreislar, Düdinghausen, Küstelberg, Medebach, Medelon, Oberschledorn, Referinghausen und Titmaringhausen
- Amt Niedermarsberg mit den Gemeinden Beringhausen, Borntosten, Canstein, Erlinghausen, Giershagen, Heddinghausen, Helminghausen, Leitmar, Niedermarsberg, Padberg und Udorf
- Amt Niedersfeld mit den Gemeinden Altastenberg, Elkeringhausen, Grönebach, Hildfeld, Niedersfeld und Silbach
- Amt Thülen mit den Gemeinden Bontkirchen, Hoppecke, Madfeld, Messinghausen, Nehden, Niederalme, Oberalme, Radlinghausen, Rixen, Rösenbeck, Scharfenberg, Thülen und Wülfte sowie dem Gutsbezirk Alme

Die Städte Brilon, Hallenberg, Obermarsberg und Winterberg waren amtsfrei.
Kreis Dortmund
- Amt Aplerbeck mit den Gemeinden Aplerbeck, Asseln, Berghofen, Courl, Grevel, Hengsen, Holzwickede, Husen, Lanstrop, Opherdicke, Schüren, Sölde und Wickede
- Amt Castrop mit den Gemeinden Behringhausen, Bodelschwingh, Börnig, Bövinghausen, Brüninghausen, Castrop, Deininghausen, Deusen, Dingen, Ellinghausen, Frohlinde, Giesenberg-Sodingen, Groppenbruch, Habinghorst, Holthausen, Ickern, Merklinde, Mengede, Nette, Obercastrop, Östrich, Rauxel, Schwieringhausen und Westerfilde
- Amt Hörde mit den Gemeinden Barop, Brackel, Hacheney, Kirchhörde, Körne, Lücklemberg, Niederhofen, Wambel, Wellinghofen und Wichlinghofen
- Amt Lünen mit den Gemeinden Altenderne-Niederbecker, Altenderne-Oberbecker, Beckinghausen, Brambauer, Brechten, Eving, Gahmen, Holthausen, Horstmar, Hostedde, Kemminghausen, Kirchderne, Lindenhorst, Lippholthausen und Lünen
- Amt Lütgendortmund mit den Gemeinden Annen-Wullen, Bövinghausen, Dellwig, Dorstfeld, Eichlinghofen, Huckarde, Kirchlinde, Kley, Lütgendortmund, Marten, Menglinghausen, Öspel, Persebeck, Rahm, Rüdinghausen, Salingen, Westrich und Wischlingen
- Amt Westhofen mit den Gemeinden Garenfeld, Geisecke, Holzen, Lichtendorf, Syburg, Villigst, Wandhofen und Westhofen

Die Städte Dortmund, Hörde und Schwerte waren amtsfrei.
Kreis Hagen
- Amt Boele-Hagen mit den Gemeinden Boele, Delstern, Eckesey, Eilpe, Eppenhausen, Fley, Halden, Herbeck, Holthausen und Wehringhausen
- Amt Breckerfeld mit den Gemeinden Stadt Breckerfeld, Breckerfeld-Land und Dahl
- Amt Ennepe mit den Gemeinden Mühlinghausen, Mylinghausen, Oelkinghausen und Schweflinghausen
- Amt Enneperstraße mit den Gemeinden Haspe, Voerde, Vorhalle, Waldbauer und Westerbauer
- Amt Haßlinghausen mit den Gemeinden Gennebreck, Haßlinghausen, Hiddinghausen I und Linderhausen
- Amt Herdecke mit den Gemeinden Ende und Wetter
- Amt Langerfeld mit den Gemeinden Langerfeld und Nächstebreck
- Amt Schwelm mit der Landgemeinde Schwelm
- Amt Sprockhövel mit den Gemeinden Hiddinghausen II, Niedersprockhövel und Obersprockhövel
- Amt Volmarstein mit den Gemeinden Asbeck, Berge, Bommern, Esborn, Grundschöttel, Silschede, Volmarstein und Wengern

Die Städte Hagen, Herdecke und Schwelm waren amtsfrei.
Kreis Hamm
- Amt Fröndenberg mit den Gemeinden Altendorf, Bausenhagen, Bentrop, Billmerich, Dellwig, Dorf Fröndenberg, Frohnhausen, Frömern, Kessebüren, Langschede, Neimen, Ostbüren, Stentrop, Stift Fröndenberg, Strickherdicke, Warmen, Westardey und Westick
- Amt Kamen mit den Gemeinden Heeren, Methler, Niederaden, Oberaden, Südkamen, Wasserkurl, Weddinghofen, Werve und Westick
- Amt Pelkum mit den Gemeinden Altenbögge, Bergkamen, Bönen, Derne, Heil, Herringen, Lerche, Nordbögge, Osterbönen, Overberge, Pelkum, Rottum, Rünthe, Sandbochum, Weetfeld, Westerbönen und Wiescherhöfen
- Amt Rhynern mit den Gemeinden Allen, Berge, Braam-Ostwennemar, Bramey-Lenningsen, Flierich, Freiske, Frielinghausen, Haaren, Hilbeck, Mark, Norddinker, Osterflierich, Osttünnen, Rhynern, Schmehausen, Sönnern, Süddinker, Uentrop, Vöckinghausen, Wambeln, Werries und Westtünnen
- Amt Unna mit den Gemeinden Afferde, Hemmerde, Lünern, Mühlhausen, Niedermassen, Obermassen, Siddinghausen, Stockum, Uelzen und Westhemmerde

Die Städte Hamm, Kamen und Unna waren amtsfrei.
Die Ämter Kamen und Unna wurden bereits kurz nach ihrer Errichtung zum neuen Amt Unna-Kamen zusammengeschlossen.
Kreis Iserlohn
- Amt Ergste mit den Gemeinden Berchum, Ergste und Hennen
- Amt Hemer mit den Gemeinden Becke, Brockhausen, Deilinghofen, Evingsen, Frönsberg, Ihmert, Kalle, Kesbern, Landhausen, Lössel, Niederhemer, Oberhemer, Sundwig und Westig
- Amt Limburg mit den Gemeinden Elsey, Letmathe, Limburg und Oestrich
- Amt Menden mit den Gemeinden Böingsen, Halingen, Holzen, Oesbern, Schwitten, Sümmern und Wimbern

Die Städte Iserlohn und Menden waren amtsfrei.
Kreis Lippstadt
- Amt Altenrüthen mit den Gemeinden Altenrüthen, Drewer, Effeln, Hemmern, Hoinkhausen, Kallenhardt, Kellinghausen, Kneblinghausen, Langenstraße-Heddinghausen, Menzel, Miste, Nettelstädt, Oestereiden, Suttrop, Weickede und Westereiden
- Amt Anröchte mit den Gemeinden Altengeseke, Altenmellrich, Anröchte, Berenbrock, Berge, Böckum, Ebbinghausen, Horn, Klieve, Mellrich, Merklinghausen-Wiggeringhausen, Norddorf, Robringhausen, Schallern, Schmerlecke, Seringhausen, Uelde und Waltringhausen
- Amt Erwitte mit den Gemeinden Benninghausen, Eikeloh, Erwitte, Hellinghausen, Herringhausen, Overhagen, Stirpe, Völlinghausen, Weckinghausen und Westernkotten
- Amt Störmede mit den Gemeinden Böckenförde, Bönninghausen, Dedinghausen, Ehringhausen, Ermsinghausen, Esbeck, Langeneicke, Mönninghausen, Rixbeck und Störmede

Die Städte Geseke, Lippstadt und Rüthen waren amtsfrei.
Kreis Meschede
- Amt Eslohe mit den Gemeinden Cobbenrode, Eslohe, Rieste und Wenholthausen
- Amt Eversberg mit den Gemeinden Eversberg und Velmede
- Amt Fredeburg mit den Gemeinden Berghausen, Freiheit Bödefeld, Bödefeld-Land, Dorlar, Fredeburg und Rarbach
- Amt Meschede mit den Gemeinden Calle, Stadt Meschede, Meschede-Land und Remblinghausen
- Amt Schmallenberg mit den Gemeinden Grafschaft, Oberkirchen, Schmallenberg und Wormbach
- Amt Serkenrode mit den Gemeinden Oedingen, Schliprüthen und Schönholthausen

Alle Gemeinden gehörten einem Amt an.
Kreis Olpe
- Amt Attendorn mit den Gemeinden Attendorn-Land und Helden
- Amt Bilstein mit den Gemeinden Elspe, Förde, Kirchveischede und Rahrbach
- Amt Drolshagen mit den Gemeinden Stadt Drolshagen und Drolshagen-Land
- Amt Kirchhundem mit den Gemeinden Heinsberg, Kirchhundem, Kohlhagen, Lenne, Oberhundem und Saalhausen
- Amt Olpe mit den Gemeinden Kleusheim, Olpe-Land und Rhode,
- Amt Wenden mit den Gemeinden Römershagen und Wenden

Die Städte Attendorn und Olpe waren amtsfrei.
Kreis Siegen
- Amt Burbach mit den Gemeinden Altenseelbach, Burbach, Gilsbach, Holzhausen, Lippe, Lützeln, Neunkirchen, Niederdresselndorf, Oberdresselndorf, Salchendorf, Struthütten, Wahlbach, Wiederstein, Wilden, Würgendorf und Zeppenfeld
- Amt Ferndorf mit den Gemeinden Bockenbach, Buchen, Burgholdinghausen, Buschhütten, Eichen, Ernsdorf, Fellinghausen, Ferndorf, Kredenbach, Krombach, Littfeld, Osthelden und Stendenbach
- Amt Freudenberg mit den Gemeinden Alchen, Bottenberg, Bühl, Büschergrund, Dirlenbach, Freudenberg, Heisberg, Hohenhain, Langenholdinghausen, Lindenberg, Mausbach, Meiswinkel, Mittelhees, Niederheuslingen, Niederholzklau, Niederndorf, Oberfischbach, Oberhees, Oberheuslingen, Oberholzklau, Oberschelden und Plittershagen
- Amt Hilchenbach mit den Gemeinden Allenbach, Dahlbruch, Grund, Haarhausen, Hadem, Helberhausen, Hillnhütten, Lützel, Müsen, Oberndorf, Öchelhausen, Ruckersfeld und Vormwald
- Amt Netphen mit den Gemeinden Afholderbach, Anzhausen, Beienbach, Brauersdorf, Breitenbach, Deuz, Dreis-Tiefenbach, Eckmannshausen, Eschenbach, Feuersbach, Flammersbach, Frohnhausen, Gernsdorf, Grissenbach, Hainchen, Helgersdorf, Herzhausen, Irmgarteichen, Nauholz, Nenkersdorf, Niedernetphen, Niedersetzen, Obernau, Obernetphen, Obersetzen, Ölgershausen, Rudersdorf, Salchendorf, Sohlbach, Unglinghausen, Walpersdorf und Werthenbach
- Amt Weidenau mit den Gemeinden Achenbach, Birlenbach, Bürbach, Buschgotthardshütten, Dillnhütten, Eiserfeld, Gosenbach, Kaan, Klafeld, Niederschelden, Seelbach, Sohlbach, Trupbach, Volnsberg und Weidenau
- Amt Wilnsdorf mit den Gemeinden Eisern, Niederdielfen, Oberdielfen, Obersdorf, Rinsdorf, Wilgersdorf und Wilnsdorf

Die Städte Hilchenbach und Siegen waren amtsfrei.
Kreis Soest
- Amt Borgeln mit den Gemeinden Balksen, Berwicke, Blumroth, Borgeln, Brockhausen, Dinker, Dorfwelver, Hattropholsen, Katrop, Meckingsen, Nateln, Stocklarn, Thöningsen, Vellinghausen und Weslarn
- Amt Körbecke mit den Gemeinden Berlingsen, Bilme, Bittingen, Blumenthal, Bremen, Brüllingsen, Büecke, Delecke, Echtrop, Ellingsen, Gerlingen, Günne, Hewingsen, Himmelpforten, Höingen, Hünningen, Kettlersteich, Körbecke, Lüttringen, Niederense, Oberense, Parsit, Ruhne, Sieveringen, Stockum, Theiningsen, Volbringen, Völlinghausen, Waltringen, Wamel, Westrich und Wippringsen
- Amt Lohne mit den Gemeinden Bergede, Bettinghausen, Beusingsen, Deiringsen, Eickelborn, Elfsen, Enkesen im Klei, Heintrop, Heppen, Herringsen, Hiddingsen, Hovestadt, Hultrop, Krewinkel-Wiltrop, Lendringsen, Lohe, Lohne, Müllingsen, Neuengeseke, Niederbauer, Nordwald, Oestinghausen, Opmünden, Ostinghausen, Ruploh, Sassendorf und Schoneberg
- Amt Schwefe mit den Gemeinden Ampen, Ehningsen, Einecke, Eineckerholsen, Enkesen bei Paradiese, Epsingsen, Flerke, Hattrop, Kirchwelver, Klotingen, Meiningsen, Merklingsen, Meyerich, Ostönnen, Recklingsen, Röllingsen und Schwefe
- Amt Werl mit den Gemeinden Budberg, Holtum, Illingen, Mawicke, Niederbergstraße, Oberbergstraße, Ostbüderich, Scheidingen, Schlückingen, Westbüderich, Westönnen, Wickede und Wiehagen

Die Städte Soest und Werl waren amtsfrei.
Kreis Wittgenstein
- Amt Arfeld mit den Gemeinden Alertshausen, Arfeld, Beddelhausen, Elsoff, Richstein, Sassenhausen, Schwarzenau, Stünzel und Weidenhausen
- Amt Banfe mit den Gemeinden Banfe, Bermershausen, Bernshausen, Fischelbach, Heiligenborn, Herbertshausen, Hesselbach, Holzhausen, Kunst-Wittgenstein, Niederlaasphe, Puderbach und Saßmannshausen
- Amt Berghausen mit den Gemeinden Aue, Balde, Berghausen, Birkefehl, Birkelbach, Dotzlar, Hemschlar, Raumland, Rinthe, Wingeshausen und Womelsdorf
- Amt Erndtebrück mit den Gemeinden Amtshausen, Benfe, Erndtebrück, Feudingen, Großenbach, Oberndorf, Rückershausen, Rüppershausen, Schameder, Steinbach, Volkholz, Weide und Zinse
- Amt Girkhausen mit den Gemeinden Diedenshausen, Girkhausen, Langewiese, Mollseifen, Neuastenberg, Schüllar, Wemlighausen und Wunderthausen

Die Städte Berleburg und Laasphe waren amtsfrei.

### Regierungsbezirk Minden
Im Regierungsbezirk Minden gab es 1858 nach Kreisen geordnet die folgenden Ämter (mit den aufgelisteten amtsangehörigen Gemeinden):
Kreis Bielefeld
- Amt Brackwede mit den Gemeinden Brackwede, Ebbesloh, Gadderbaum-Sandhagen, Hollen, Holtkamp, Isselhorst, Niehorst, Quelle, Senne I, Senne II und Ummeln
- Amt Dornberg mit den Gemeinden Babenhausen,  Großdornberg, Hoberge-Uerentrup, Kirchdornberg und Niederdornberg-Deppendorf,
- Amt Heepen mit den Gemeinden Altenhagen, Brönninghausen, Heepen, Hillegossen, Lämershagen-Gräfinghagen, Oldentrup, Sieker, Stieghorst und Ubbedissen
- Amt Jöllenbeck mit den Gemeinden Niederjöllenbeck und Oberjöllenbeck
- Amt Schildesche mit den Gemeinden Brake, Gellershagen, Milse, Dorf Schildesche, Schildesche Bauerschaft, Theesen und Vilsendorf

Die Stadt Bielefeld war amtsfrei.
Kreis Büren
- Amt Atteln mit den Gemeinden Atteln, Dalheim, Etteln, Haaren, Helmern, Henglarn und Husen
- Amt Boke-Salzkotten mit den Gemeinden Anreppen, Bentfeld, Boke, Garfeln, Hörste, Niederntudorf, Oberntudorf, Rebbeke-Mantinghausen, Scharmede, Schwelle, Thüle, Upsprunge, Verlar und Verne
- Amt Büren mit den Gemeinden Ahden, Barkhausen, Brenken, Büren, Eickhoff, Hardt, Hegensdorf, Keddinghausen, Siddinghausen, Steinhausen, Weiberg, Weine und Wewelsburg
- Amt Lichtenau mit den Gemeinden Asseln, Ebbinghausen, Grundsteinheim, Hakenberg, Herbram, Holtheim, Iggenhausen, Kleinenberg und Lichtenau
- Amt Wünnenberg mit den Gemeinden Bleiwäsche, Essentho, Fürstenberg, Leiberg, Meerhof, Oesdorf, Westheim und Wünnenberg

Die Stadt Salzkotten war amtsfrei.
Kreis Halle (Westf.)
- Amt Borgholzhausen mit den Gemeinden Barnhausen, Bernhausen, Borgholzhausen, Casum, Cleve, Hamlingdorf, Holtfeld, Kleekamp, Oldendorf, Ostbarthausen, Westbarthausen, Wichlinghausen und Winkelshütten
- Amt Halle mit den Gemeinden Amshausen, Ascheloh, Bokel, Brockhagen, Eggeberg, Gartnisch, Halle, Hesseln, Hörste, Kölkebeck, Künsebeck, Oldendorf und Steinhagen
- Amt Versmold mit den Gemeinden Bockhorst, Hesselteich, Loxten, Osterweg, Peckeloh und Versmold
- Amt Werther mit den Gemeinden Häger, Isingdorf, Rotenhagen, Rotingdorf, Schröttinghausen, Theenhausen und Werther

Alle Gemeinden gehörten einem Amt an.
Kreis Herford
- Amt Bünde-Rödinghausen mit den Gemeinden Ahle, Bieren, Bünde, Dünne, Ennigloh, Holsen, Hüffen, Hunnebrock, Muckum, Ostkilver, Rödinghausen, Schwenningdorf, Spradow, Südlengern, Werfen und Westkilver sowie dem Gutsbezirk Steinlake
- Amt Enger mit den Gemeinden Belke-Steinbeck, Besenkamp, Dreyen, Enger, Herringhausen, Oldinghausen, Pödinghausen, Siele und Westerenger
- Amt Gohfeld-Mennighüffen mit den Gemeinden Gohfeld, Häver, Kirchlengern, Klosterbauerschaft, Löhne, Mennighüffen, Obernbeck, Quernheim, Stift Quernheim und Rehmerloh sowie der Gutsbezirk Beck-Ulenburg
- Amt Herford-Hiddenhausen mit den Gemeinden Bermbeck, Bustedt, Diebrock, Eickum, Eilshausen, Elverdissen, Falkendiek, Hiddenhausen, Laar, Lippinghausen, Oetinghausen, Schwarzenmoor, Schweicheln, Stedefreund und Sundern sowie dem Gutsbezirk Oberbehme
- Amt Spenge mit den Gemeinden Bardüttingdorf, Hücker-Aschen, Lenzinghausen, Spenge und Wallenbrück
- Amt Vlotho mit den Gemeinden Exter, Valdorf und Vlotho

Die Stadt Herford war amtsfrei.
Kreis Höxter
- Amt Beverungen mit den Gemeinden Amelunxen, Blankenau, Bruchhausen, Dalhausen, Drenke, Haarbrück, Herstelle, Jakobsberg, Rothe, Tietelsen, Wehrden und Würgassen
- Amt Brakel mit den Gemeinden Beller, Bellersen, Bökendorf, Erkeln, Hembsen, Hinnenburg, Istrup, Rheder, Riesel und Schmechten
- Amt Driburg mit den Gemeinden Alhausen, Erpentrup, Herste, Langeland, Pömbsen und Reelsen
- Amt Höxter-Albaxen mit den Gemeinden Albaxen, Bödexen, Bosseborn, Brenkhausen, Fürstenau, Godelheim, Lüchtringen, Lütmarsen, Ottbergen, Ovenhausen und Stahle
- Amt Harzberg mit der Gemeinde Harzberg
- Amt Nieheim-Steinheim mit den Gemeinden Bergheim, Entrup, Erwitzen, Eversen, Himmighausen, Holzhausen, Kempenfeldrom, Merlsheim, Oeynhausen, Ottenhausen, Rolfzen, Sandebeck, Schönenberg, Sommersell und Vinsebeck
- Amt Vörden mit den Gemeinden Altenbergen, Born, Bredenborn, Bremerberg, Eilversen, Großenbreden, Hagedorn, Hohehaus, Kleinenbreden, Kollerbeck, Löwendorf, Münsterbrock, Papenhöfen und Vörden

Die Städte Beverungen, Brakel, Driburg, Höxter, Lügde, Nieheim und Steinheim waren amtsfrei.
Kreis Lübbecke
- Amt Alswede mit den Gemeinden Alswede, Fabbenstedt, Hedem, Lashorst und Vehlage sowie den Gutsbezirken Benkhausen, Ellerburg, Hollwinkel und Hüffe
- Amt Blasheim mit der Gemeinde Blasheim (vom Amt Oldendorf in Personalunion mitverwaltet)
- Amt Börninghausen mit der Gemeinde Börninghausen (vom Amt Oldendorf in Personalunion mitverwaltet)
- Amt Dielingen mit den Gemeinden Arrenkamp, Dielingen, Drohne, Haldem sowie dem Gutsbezirk Haldem
- Amt Gehlenbeck mit den Gemeinden Frotheim, Gehlenbeck, Isenstedt und Nettelstedt
- Amt Holzhausen mit der Gemeinde Holzhausen (vom Amt Oldendorf in Personalunion mitverwaltet)
- Amt Levern mit den Gemeinden Destel, Levern, Mehnen und Sundern
- Amt Oldendorf mit den Gemeinden Engershausen, Getmold, Harlinghausen, Oldendorf, Offelten und Schröttinghausen
- Amt Rahden mit den Gemeinden Großendorf, Kleinendorf, Sielhorst, Ströhen, Tonnenheide, Varl und Wehe
- Amt Schnathorst mit den Gemeinden Ahlsen-Reineberg, Bröderhausen, Büttendorf, Holsen, Hüllhorst, Oberbauerschaft, Schnathorst und Tengern
- Amt Wehdem mit den Gemeinden Oppendorf, Oppenwehe, Wehdem und Westrup (vom Amt Dielingen in Personalunion mitverwaltet)

Die Stadt Lübbecke war amtsfrei.
Kreis Minden
- Amt Dützen mit den Gemeinden Barkhausen, Bölhorst, Dützen, Haddenhausen, Häverstädt, Oberlübbe, Rothenuffeln und Unterlübbe
- Amt Hartum mit den Gemeinden Eickhorst, Hahlen, Hartum, Hille, Holzhausen, Nordhemmern und Südhemmern
- Amt Hausberge mit den Gemeinden Costedt, Eisbergen, Hausberge, Holtrup, Holzhausen, Kleinenbremen, Lerbeck, Meißen, Möllbergen, Nammen, Neesen, Uffeln, Veltheim, Vennebeck und Wülpke
- Amt Petershagen mit den Gemeinden Eldagsen, Friedewalde, Hävern, Kutenhausen, Maaslingen, Meßlingen, Ovenstädt, Petershagen, Stemmer, Südfelde und Todtenhausen
- Amt Rehme mit den Gemeinden Dehme, Eidinghausen, Rehme-Niederbecksen, Volmerdingsen, Werste und Wulferdingsen
- Amt Schlüsselburg mit den Gemeinden Buchholz, Großenheerse und Schlüsselburg
- Amt Windheim mit den Gemeinden Aminghausen, Bierde, Dankersen, Döhren, Frille, Gorspen-Vahlsen, Heimsen, Ilse, Ilserheide, Ilvese, Jössen, Lahde, Leteln, Neuenknick, Päpinghausen, Quetzen, Raderhorst, Rosenhagen, Seelenfeld, Wietersheim und Windheim sowie den Gutsbezirk Wietersheim

Die Stadt Minden war amtsfrei.
Kreis Paderborn
- Amt Delbrück mit den Gemeinden Delbrück, Dorfbauerschaft, Hagen, Hövelhof, Ostenland, Stukenbrock, Westenholz und Westerloh
- Amt Kirchborchen mit den Gemeinden Alfen, Dahl, Dörenhagen, Kirchborchen, Nordborchen und Wewer
- Amt Lippspringe mit den Gemeinden Altenbeken, Benhausen, Buke, Lippspringe, Marienloh, Neuenbeken und Schwaney
- Amt Neuhaus mit den Gemeinden Elsen, Neuhaus und Sande

Die Stadt Paderborn war amtsfrei.
Kreis Warburg
- Amt Borgholz mit den Gemeinden Borgholz, Bühne, Daseburg, Drankhausen, Großeneder, Körbecke, Lütgeneder, Manrode, Muddenhagen, Natingen, Natzungen und Rösebeck sowie dem Gutsbezirk Dinkelburg
- Amt Dringenberg-Gehrden mit den Gemeinden Altenheerse, Auenhausen, Dringenberg, Fölsen, Frohnhausen, Gehrden, Hampenhausen, Kühlsen, Neuenheerse, Niesen, Siddessen und Willebadessen
- Amt Peckelsheim mit den Gemeinden Borlinghausen, Eissen, Engar, Helmern, Ikenhausen, Löwen, Peckelsheim, Schweckhausen und Willegassen sowie dem Gutsbezirk Schweckhausen
- Amt Warburg mit den Gemeinden Bonenburg, Calenberg, Dalheim, Dössel, Germete, Herlinghausen, Hohenwepel, Menne, Nörde, Ossendorf, Rimbeck, Scherfede, Welda und Wormeln

Die Städte Borgentreich und Warburg waren amtsfrei.
Kreis Wiedenbrück
- Amt Gütersloh mit der Gemeinde Gütersloh-Land
- Amt Herzebrock mit den Gemeinden Clarholz, Herzebrock und Lette
- Amt Reckenberg mit den Gemeinden Avenwedde, Friedrichsdorf und Langenberg
- Amt Rheda mit den Gemeinden Nordrheda-Ems und Rheda
- Amt Rietberg mit den Gemeinden Bokel, Druffel, Mastholte, Moese, Neuenkirchen, Rietberg, Varensell und Westerwiehe
- Amt Verl mit den Gemeinden Bornholte, Liemke, Österwiehe, Sende und Verl

Die Städte Gütersloh und Wiedenbrück waren amtsfrei.

### Regierungsbezirk Münster
Im Regierungsbezirk Münster gab es 1858 nach Kreisen geordnet die folgenden Ämter (mit den aufgelisteten amtsangehörigen Gemeinden):
Kreis Ahaus
- Amt Ammeloe (Sitz: Vreden) mit der Gemeinde Ammeloe
- Amt Gronau mit den Gemeinden Dorf Epe, Kirchspiel Epe und Gronau
- Amt Legden mit den Gemeinden Asbeck und Legden
- Amt Nienborg mit den Gemeinden Heek und Nienborg
- Amt Ottenstein mit den Gemeinden Alstätte und Ottenstein
- Amt Schöppingen mit den Gemeinden Eggerode, Stadt Schöppingen und Kirchspiel Schöppingen
- Amt Stadtlohn mit den Gemeinden Almsick, Estern-Büren, Hengeler-Wendfeld, Hundewick und Wessendorf
- Amt Südlohn mit der Gemeinde Südlohn
- Amt Wessum mit den Gemeinden Dorf Wessum und Kirchspiel Wessum
- Amt Wüllen mit den Gemeinden Ammeln und Wüllen

Die Städte Ahaus, Stadtlohn und Vreden waren amtsfrei.
Kreis Beckum
- Amt Ahlen mit den Gemeinden Altahlen, Dolberg und Neuahlen
- Amt Beckum mit den Gemeinden Kirchspiel Beckum, Lippborg, Lütke Uentrup, Sünninghausen und Vellern
- Amt Heessen mit der Gemeinde Heessen
- Amt Liesborn mit den Gemeinden Herzfeld und Liesborn
- Amt Oelde mit den Gemeinden Ennigerloh, Stadt Oelde, Kirchspiel Oelde und Stromberg
- Amt Vorhelm mit den Gemeinden Enniger, Kirchspiel Sendenhorst und Vorhelm
- Amt Wadersloh mit den Gemeinden Diestedde und Wadersloh

Die Städte Ahlen, Beckum und Sendenhorst waren amtsfrei.
Kreis Borken
- Amt Dingden mit der Gemeinde Dingden
- Amt Gemen mit den Gemeinden Stadt Gemen und Kirchspiel Gemen
- Amt Heiden mit der Gemeinde Heiden
- Amt Liedern mit den Gemeinden Barlo, Biemenhorst, Hemden, Herzebocholt, Holtwick, Liedern, Lowick, Mussum, Spork, Stenern und Suderwick
- Amt Marbeck mit den Gemeinden Grütlohn, Homer, Hoxfeld, Marbeck, Rhedebrügge, Westenborken und Wirthe mit Burlo
- Amt Raesfeld mit der Gemeinde Raesfeld
- Amt Ramsdorf mit den Gemeinden Stadt Ramsdorf und Kirchspiel Ramsdorf
- Amt Reken mit den Gemeinden Groß Reken, Hülsten und Klein Reken
- Amt Rhede mit den Gemeinden Altrhede, Büngern, Krechting, Krommert, Rhede und Vardingholt
- Amt Velen mit den Gemeinden Nordvelen, Velen-Dorf und Waldvelen
- Amt Werth mit der Gemeinde Werth
- Amt Weseke mit der Gemeinde Weseke

Die Städte Anholt, Bocholt und Borken waren amtsfrei.
Kreis Coesfeld
- Amt Billerbeck mit den Gemeinden Beerlage, Stadt Billerbeck und Kirchspiel Billerbeck
- Amt Buldern mit den Gemeinden Buldern und Hiddingsel
- Amt Coesfeld mit der Gemeinde Kirchspiel Coesfeld
- Amt Darfeld mit der Gemeinde Darfeld
- Amt Dülmen mit den Gemeinden Kirchspiel Dülmen, Hausdülmen und Merfeld
- Amt Gescher mit den Gemeinden Büren, Estern, Gescher, Harwick, Tungerloh-Capellen und Tungerloh-Pröbsting
- Amt Haltern mit den Gemeinden Kirchspiel Haltern, Hullern und Lippramsdorf
- Amt Osterwick mit den Gemeinden Holtwick und Osterwick
- Amt Rorup mit den Gemeinden Darup, Lette, Limbergen und Rorup

Die Städte Coesfeld, Dülmen und Haltern waren amtsfrei.
Kreis Lüdinghausen
- Amt Ascheberg mit der Gemeinde Ascheberg
- Amt Bork mit den Gemeinden Altlünen, Bork und Selm
- Amt Drensteinfurt mit den Gemeinden Bockum, Stadt Drensteinfurt, Kirchspiel Drensteinfurt, Hövel und Walstedde
- Amt Herbern mit der Gemeinde Herbern
- Amt Lüdinghausen mit den Gemeinden Kirchspiel Lüdinghausen und Seppenrade
- Amt Nordkirchen mit den Gemeinden Nordkirchen und Südkirchen
- Amt Olfen mit den Gemeinden Stadt Olfen und Kirchspiel Olfen
- Amt Ottmarsbocholt mit den Gemeinden Ottmarsbocholt und Venne
- Amt Senden mit der Gemeinde Senden
- Amt Werne mit den Gemeinden Capelle, Stockum und Kirchspiel Werne

Die Städte Lüdinghausen und Werne waren amtsfrei.
Landkreis Münster
- Amt Greven mit den Gemeinden Gimbte und Greven
- Amt Havixbeck mit der Gemeinde Havixbeck
- Amt Mauritz mit den Gemeinden Amelsbüren, Handorf, Hiltrup, Lamberti, Sankt Mauritz und Überwasser
- Amt Nottuln mit den Gemeinden Appelhülsen, Nottuln und Schapdetten
- Amt Roxel mit den Gemeinden Albachten, Bösensell, Nienberge und Roxel
- Amt Saerbeck mit der Gemeinde Saerbeck
- Amt Telgte mit den Gemeinden Stadt Telgte, Kirchspiel Telgte und Westbevern
- Amt Wolbeck mit den Gemeinden Albersloh, Alverskirchen, Angelmodde, Rinkerode, Wigbold Wolbeck und Kirchspiel Wolbeck

Die Stadt Münster war kreisfrei und gehörte somit dem sie umgebenden Landkreis nicht an.
Alle Gemeinden des Landkreises gehörten einem Amt an.
Kreis Recklinghausen
- Amt Altschermbeck mit den Gemeinden Altschermbeck, Erle, Holsterhausen und Rhade
- Amt Bottrop mit den Gemeinden Bottrop und Osterfeld
- Amt Buer mit den Gemeinden Buer, Gladbeck, Horst und Westerholt
- Amt Datteln mit den Gemeinden Ahsen, Datteln und Flaesheim
- Amt Herten mit der Gemeinde Herten
- Amt Kirchhellen mit der Gemeinde Kirchhellen
- Amt Lembeck mit den Gemeinden Hervest, Lembeck und Wulfen
- Amt Marl mit den Gemeinden Altendorf-Ulfkotte, Hamm, Marl und Polsum
- Amt Recklinghausen mit den Gemeinden Kirchspiel Recklinghausen, Oer und Suderwich
- Amt Waltrop mit den Gemeinden Henrichenburg, Horneburg und Waltrop

Die Städte Dorsten und Recklinghausen waren amtsfrei.
Kreis Steinfurt
- Amt Altenberge mit der Gemeinde Altenberge
- Amt Borghorst mit der Gemeinde Borghorst
- Amt Emsdetten mit den Gemeinden Emsdetten und Hembergen
- Amt Horstmar mit den Gemeinden Stadt Horstmar, Kirchspiel Horstmar und Leer
- Amt Laer mit den Gemeinden Holthausen und Laer
- Amt Metelen mit den Gemeinden Wigbold Metelen und Kirchspiel Metelen
- Amt Neuenkirchen mit der Gemeinde Neuenkirchen
- Amt Nordwalde mit der Gemeinde Nordwalde
- Amt Ochtrup mit den Gemeinden Langenhorst, Wigbold Ochtrup, Kirchspiel Ochtrup und Welbergen
- Amt Rheine mit den Gemeinden Elte, Mesum, Rheine links der Ems und Rheine rechts der Ems
- Amt Steinfurt mit den Gemeinden Hollich, Sellen und Veltrup
- Amt Wettringen mit der Gemeinde Wettringen

Die Städte Rheine und Steinfurt waren amtsfrei.
Kreis Tecklenburg
- Amt Bevergern mit den Gemeinden Bevergern und Dreierwalde
- Amt Brochterbeck mit der Gemeinde Brochterbeck
- Amt Cappeln mit den Gemeinden Stadt Westerkappeln und Kirchspiel Westerkappeln
- Amt Hopsten mit der Gemeinde Hopsten
- Amt Ibbenbüren mit den Gemeinden Stadt Ibbenbüren und Kirchspiel Ibbenbüren
- Amt Ladbergen mit der Gemeinde Ladbergen
- Amt Lengerich mit den Gemeinden Stadt Lengerich und Kirchspiel Lengerich
- Amt Lienen mit der Gemeinde Lienen
- Amt Lotte mit den Gemeinden Lotte und Wersen
- Amt Mettingen mit der Gemeinde Mettingen
- Amt Recke mit der Gemeinde Recke
- Amt Riesenbeck mit der Gemeinde Riesenbeck
- Amt Schale mit den Gemeinden Halverde und Schale
- Amt Tecklenburg mit den Gemeinden Ledde, Leeden und Tecklenburg

Alle Gemeinden des Kreises gehörten einem Amt an.
Kreis Warendorf
- Amt Beelen mit den Gemeinden Beelen, Ostenfelde und Westkirchen
- Amt Everswinkel mit der Gemeinde Everswinkel
- Amt Freckenhorst mit den Gemeinden Stadt Freckenhorst, Kirchspiel Freckenhorst und Neuwarendorf
- Amt Harsewinkel mit den Gemeinden Greffen, Stadt Harsewinkel, Kirchspiel Harsewinkel und Marienfeld
- Amt Hoetmar mit der Gemeinde Hoetmar
- Amt Ostbevern mit den Gemeinden Einen, Milte und Ostbevern
- Amt Sassenberg mit den Gemeinden Dackmar, Füchtorf, Gröblingen, Sassenberg, Velsen und Vohren

Die Stadt Warendorf war amtsfrei.

## Veränderungen nach 1858
Nach dem Jahr 1858 kam es zu etlichen Veränderungen beim Zuschnitt der Amtsbezirke. Diese Änderungen wurden vor allem im Ruhrgebiet und im Bereich anderer größerer Städte durchgeführt. Die meisten Ämter im Ruhrgebiet verschwanden durch die Gebietsreformen in den 1920er Jahren, als ihre Gemeinden in die kreisfreien Städte eingegliedert wurden. Hier seien ein paar dieser Änderungen beispielhaft erwähnt.

### Ämterstruktur im Bereich Bochum
Hier wird die Gliederung im Bereich des ehemaligen Kreises Bochum in Ämter nach dem Stand von 1897, 1925 und 1929 aufgeführt.

#### 1897
Landkreis Bochum
- Ämter: Baukau, Bochum I (Nord), Bochum II (Süd), Langendreer, Weitmar und Werne
- Amtsfreie Gemeinden: Herne und Witten

Landkreis Gelsenkirchen
- Ämter: Braubauerschaft, Eickel, Schalke, Ueckendorf, Wanne und Wattenscheid
- Amtsfreie Gemeinde: Wattenscheid

Kreis Hattingen
- Ämter: Blankenstein, Hattingen, Heven-Herbede, Königssteele und Linden-Dahlhausen
- Amtsfreie Gemeinde: Hattingen

#### 1925
Landkreis Bochum
- Ämter: Bladenhorst, Bochum II (Süd), Harpen, Hordel, Langendreer, Weitmar und Werne

Landkreis Gelsenkirchen
- Ämter:  Eickel, Wanne und Wattenscheid
- Amtsfreie Gemeinde: Wattenscheid

Kreis Hattingen
- Ämter: Blankenstein, Hattingen, Herbede, Königssteele und Linden-Dahlhausen
- Amtsfreie Gemeinde: Hattingen

#### 1929
Ennepe-Ruhr-Kreis
- Ämter: Blankenstein, Hattingen und Herbede
- Amtsfreie Gemeinde: Hattingen

### Ämterstruktur im Bereich Dortmund
Hier wird die Gliederung im Bereich des ehemaligen Kreises Dortmund in Ämter nach dem Stand von 1897 und 1925 aufgeführt.

#### 1897
Landkreis Dortmund
- Ämter: Brackel, Castrop, Dorstfeld, Lünen, Lütgendortmund und Mengede
- Amtsfreie Gemeinde: Lünen

Kreis Hörde
- Ämter: Annen-Wullen, Aplerbeck, Barop, Kirchhörde, Wellinghofen und Westhofen
- Amtsfreie Gemeinden: Hörde und Schwerte

#### 1925
Landkreis Dortmund
- Ämter: Brackel, Brambauer, Derne, Lütgendortmund, Marten, Mengede, Rauxel und Sodingen
- Amtsfreie Gemeinden: Castrop und Lünen

Landkreis Hörde
- Ämter: Annen, Aplerbeck, Barop, Kirchhörde, Wellinghofen und Westhofen
- Amtsfreie Gemeinde: Schwerte

### Ämterstruktur im Bereich Hagen
Hier wird die Gliederung im Bereich des ehemaligen Kreises Hagen in Ämter nach dem Stand von 1897, 1925 und 1929 aufgeführt.

#### 1897
Landkreis Hagen
- Ämter: Boele-Hagen, Bommern, Breckerfeld, Enneperstraße, Volmarstein und Wetter
- Amtsfreie Gemeinden: Haspe und Herdecke

Kreis Schwelm
- Ämter: Ennepe, Haßlinghausen, Langerfeld, Sprockhövel und Voerde
- Amtsfreie Gemeinden: Gevelsberg und Schwelm

#### 1925
Landkreis Hagen
- Ämter: Boele, Bommern, Breckerfeld,  Volmarstein, Vorhalle und Wetter
- Amtsfreie Gemeinden: Haspe und Herdecke

Kreis Schwelm
- Ämter:  Ennepe, Haßlinghausen, Sprockhövel und Voerde
- Amtsfreie Gemeinden:  Gevelsberg und Schwelm

#### 1929
Ennepe-Ruhr-Kreis
- Ämter: Breckerfeld, Ennepe, Haßlinghausen, Milspe, Sprockhövel, Voerde,  Volmarstein und Wetter
- Amtsfreie Gemeinden: Gevelsberg, Herdecke und Schwelm

### Ämterstruktur im Bereich Recklinghausen
Hier wird die Gliederung im Bereich des Kreises Recklinghausen in Ämter nach dem Stand von 1897, 1925 und 1929 aufgeführt.

#### 1897
Kreis Recklinghausen
- Ämter: Altschermbeck, Bottrop, Buer, Datteln, Gladbeck, Herten, Kirchhellen, Lembeck, Marl, Osterfeld, Recklinghausen und Waltrop
- Amtsfreie Gemeinden: Dorsten und Recklinghausen

#### 1925
Landkreis Recklinghausen
- Ämter: Altschermbeck (in Personalunion mit Lembeck), Datteln, Herten, Kirchhellen, Lembeck (in Personalunion mit Altschermbeck), Marl, Westerholt und Waltrop
- Amtsfreie Gemeinde: Dorsten

#### 1929
Landkreis Recklinghausen
- Ämter: Datteln, Herten, Hervest-Dorsten, Kirchhellen, Marl, Waltrop und Westerholt
- zusätzliches Amt: (aus dem Kreis Coesfeld) Haltern
- Amtsfreie Gemeinde: Dorsten
- zusätzliche amtsfreie Gemeinde (aus dem Kreis Coesfeld): Haltern

#### Änderung 1937
Am 1. April 1937 wurde die amtsfreie Stadt Dorsten ins Amt Hervest-Dorsten eingegliedert.

## Aufhebung der Einzelgemeindeämter 1934
Die am 1. November 1934 in Kraft getretene preußische Amtsordnung vom 8. Oktober 1934 hob alle Ämter, die nur aus einer Gemeinde bestanden, auf. Die betroffenen Gemeinden wurden zu amtsfreien Gemeinden. Ämter, die in den folgenden Jahren durch Zusammenschluss von Gemeinden zu Einzelgemeindeämtern wurden, wurden dann jeweils ebenfalls aufgelöst. Im Einzelnen waren die folgenden Einzelgemeindeämter betroffen:
- Regierungsbezirk Münster
  - Kreis Ahaus: Amt Ammeloe und Amt Epe
  - Kreis Beckum: Amt Heessen
  - Kreis Borken: Amt Dingden, Amt Heiden, Amt Raesfeld, Amt Werth und Amt Weseke
  - Kreis Coesfeld: Amt Darfeld und Amt Coesfeld
  - Kreis Lüdinghausen: Amt Ascheberg und Amt Senden
  - Landkreis Münster: Amt Saerbeck
  - Landkreis Recklinghausen: Amt Herten, Amt Kirchhellen und Amt Westerholt
  - Kreis Steinfurt: Amt Altenberge, Amt Borghorst, Amt Metelen (1937 aufgehoben), Amt Neuenkirchen, Amt Nordwalde und Amt Wettringen
  - Kreis Tecklenburg: Amt Kappeln (1939 aufgehoben), Amt Ladbergen, Amt Lengerich und Amt Lienen
  - Kreis Warendorf: Amt Everswinkel und Amt Hoetmar
- Regierungsbezirk Minden
  - Landkreis Bielefeld: Amt Gadderbaum
  - Kreis Wiedenbrück: Amt Rheda
- Regierungsbezirk Arnsberg
  - Kreis Altena: Amt Herscheid, Amt Nachrodt, Amt Plettenberg (1941 aufgehoben) und Amt Werdohl
  - Ennepe-Ruhr-Kreis: Amt Ende, Amt Herbede, Amt Milspe und Amt Voerde
  - Landkreis Iserlohn: Amt Letmathe

## Ämter in Nordrhein-Westfalen bis 1975
Die Ämter aus preußischer Zeit bestanden im 1946 gegründeten Land Nordrhein-Westfalen zunächst fort. Nach 1946 kam es noch zu zwei Neugründungen:
- Im Kreis Höxter wurde am 1. Januar 1951 aus der Stadt Lügde und der Gemeinde Harzberg das Amt Lügde gebildet.[41]

- Im Kreis Beckum wurde am 1. April 1955 aus der Stadt Sendenhorst und der bis dahin zum Amt Vorhelm gehörenden Gemeinde Kirchspiel Sendenhorst das Amt Sendenhorst gebildet.[42]

Bis 1975 wurden im Rahmen der Gemeindegebietsreformen alle Ämter aufgelöst. In der folgenden Liste werden alle Ämter in den Landesteilen Westfalen und Lippe mit dem Kreis, dem sie angehörten, ihrem heutigen Rechtsnachfolger und dem Auflösungsdatum aufgelistet.
| Amt                  | Landkreis/Kreis   | Rechtsnachfolger/-in | Datum        |
| -------------------- | ----------------- | -------------------- | ------------ |
| Ahlen                | Beckum            | Ahlen                | 1. Juli 1969 |
| Alswede              | Lübbecke          | Espelkamp            | 1. Jan. 1973 |
| Altenbeken           | Paderborn         | Altenbeken           | 1. Jan. 1975 |
| Anröchte             | Lippstadt         | Anröchte             | 1. Jan. 1975 |
| Atteln               | Büren             | Lichtenau            | 1. Jan. 1975 |
| Attendorn            | Olpe              | Attendorn            | 1. Juli 1969 |
| Avenwedde            | Wiedenbrück       | Gütersloh            | 1. Jan. 1970 |
| Balve                | Arnsberg          | Balve                | 1. Jan. 1975 |
| Beckum               | Beckum            | Beckum               | 1. Juli 1969 |
| Beelen               | Warendorf         | Beelen               | 1. Jan. 1975 |
| Berleburg            | Wittgenstein      | Bad Berleburg        | 1. Jan. 1975 |
| Bestwig              | Meschede          | Bestwig              | 1. Jan. 1975 |
| Beverungen           | Höxter            | Beverungen           | 1. Jan. 1970 |
| Bigge                | Brilon            | Olsberg              | 1. Jan. 1975 |
| Billerbeck           | Coesfeld          | Billerbeck           | 1. Juli 1969 |
| Bilstein             | Olpe              | Lennestadt           | 1. Juli 1969 |
| Blankenstein         | Ennepe-Ruhr-Kreis | Hattingen            | 1. Jan. 1970 |
| Borgeln-Schwefe      | Soest             | Welver               | 1. Juli 1969 |
| Borgentreich         | Warburg           | Borgentreich         | 1. Jan. 1975 |
| Borgholzhausen       | Halle (Westf.)    | Borgholzhausen       | 1. Juli 1969 |
| Bork                 | Lüdinghausen      | Selm                 | 1. Jan. 1975 |
| Brackwede            | Bielefeld         | Bielefeld            | 1. Jan. 1970 |
| Brakel               | Höxter            | Brakel               | 1. Jan. 1970 |
| Breckerfeld          | Ennepe-Ruhr-Kreis | Breckerfeld          | 1. Jan. 1970 |
| Bremen               | Soest             | Ense                 | 1. Juli 1969 |
| Buldern              | Coesfeld          | Dülmen               | 1. Juli 1969 |
| Burbach              | Siegen            | Burbach              | 1. Jan. 1969 |
| Büren-Land           | Büren             | Büren                | 1. Jan. 1975 |
| Datteln              | Recklinghausen    | Datteln              | 1. Jan. 1965 |
| Delbrück             | Paderborn         | Delbrück             | 1. Jan. 1975 |
| Detmold-Land 1       | Detmold           | Detmold              | 1. Jan. 1970 |
| Dielingen-Wehdem     | Lübbecke          | Stemwede             | 1. Jan. 1973 |
| Dornberg             | Bielefeld         | Bielefeld            | 1. Jan. 1973 |
| Drensteinfurt        | Lüdinghausen      | Drensteinfurt        | 1. Juli 1969 |
| Driburg              | Höxter            | Bad Driburg          | 1. Jan. 1970 |
| Dringenberg-Gehrden  | Warburg           | Willebadessen        | 1. Jan. 1975 |
| Drolshagen           | Olpe              | Drolshagen           | 1. Juli 1969 |
| Dülmen               | Coesfeld          | Dülmen               | 1. Jan. 1975 |
| Dützen               | Minden            | Minden               | 1. Jan. 1973 |
| Eiserfeld            | Siegen            | Siegen               | 1. Juli 1966 |
| Emsdetten            | Steinfurt         | Emsdetten            | 1. Apr. 1957 |
| Enger                | Herford           | Enger                | 1. Jan. 1969 |
| Ennigerloh-Neubeckum | Beckum            | unbestimmt           | 1. Juli 1952 |
| Ennigloh             | Herford           | Bünde                | 1. Jan. 1969 |
| Ergste               | Iserlohn          | Schwerte             | 1. Jan. 1975 |
| Erndtebrück          | Wittgenstein      | Erndtebrück          | 1. Jan. 1975 |
| Erwitte              | Lippstadt         | Erwitte              | 1. Jan. 1975 |
| Eslohe               | Meschede          | Eslohe               | 1. Jan. 1975 |
| Ferndorf             | Siegen            | Kreuztal             | 1. Jan. 1969 |
| Freckenhorst         | Warendorf         | Warendorf            | 1. Juli 1969 |
| Fredeburg            | Meschede          | Schmallenberg        | 1. Jan. 1975 |
| Freienohl            | Arnsberg          | Meschede             | 1. Jan. 1975 |
| Freudenberg          | Siegen            | Freudenberg          | 1. Jan. 1969 |
| Fröndenberg          | Unna              | Fröndenberg          | 1. Jan. 1968 |
| Gehlenbeck           | Lübbecke          | Lübbecke             | 1. Jan. 1973 |
| Gemen-Weseke         | Borken            | Borken               | 1. Juli 1969 |
| Gescher              | Coesfeld          | Gescher              | 1. Juli 1969 |
| Greven               | Münster           | Greven               | 15. Mai 1954 |
| Halle                | Halle (Westf.)    | Halle (Westf.)       | 1. Jan. 1973 |
| Hallenberg           | Brilon            | Hallenberg           | 1. Jan. 1975 |
| Haltern              | Recklinghausen    | Haltern              | 1. Jan. 1975 |
| Halver               | Altena            | Halver               | 1. Jan. 1969 |
| Harsewinkel          | Warendorf         | Harsewinkel          | 1. Jan. 1973 |
| Hartum               | Minden            | Hille                | 1. Jan. 1973 |
| Haßlinghausen        | Ennepe-Ruhr-Kreis | Sprockhövel          | 1. Jan. 1970 |
| Hattingen            | Ennepe-Ruhr-Kreis | Hattingen            | 1. Jan. 1970 |
| Hausberge            | Minden            | Porta Westfalica     | 1. Jan. 1973 |
| Heepen               | Bielefeld         | Bielefeld            | 1. Jan. 1973 |
| Heiden-Reken         | Borken            | Reken                | 1. Jan. 1975 |
| Hemer                | Iserlohn          | Hemer                | 1. Jan. 1975 |
| Herbern              | Lüdinghausen      | Ascheberg            | 1. Jan. 1975 |
| Herford-Hiddenhausen | Herford           | Hiddenhausen         | 1. Jan. 1969 |
| Hervest-Dorsten      | Recklinghausen    | Dorsten              | 1. Jan. 1975 |
| Herzebrock           | Wiedenbrück       | Herzebrock-Clarholz  | 1. Jan. 1970 |
| Hopsten              | Tecklenburg       | Hopsten              | 1. Jan. 1975 |
| Horstmar             | Steinfurt         | Horstmar             | 1. Juli 1969 |
| Höxter-Land          | Höxter            | Höxter               | 1. Jan. 1970 |
| Hüllhorst            | Lübbecke          | Hüllhorst            | 1. Jan. 1973 |
| Hüsten               | Arnsberg          | Arnsberg             | 1. Jan. 1975 |
| Ibbenbüren           | Tecklenburg       | Ibbenbüren           | 1. Jan. 1975 |
| Jöllenbeck           | Bielefeld         | Bielefeld            | 1. Jan. 1973 |
| Keppel               | Siegen            | Hilchenbach          | 1. Jan. 1969 |
| Kierspe              | Altena            | Kierspe              | 1. Jan. 1969 |
| Kirchborchen         | Paderborn         | Borchen              | 1. Jan. 1975 |
| Kirchhundem          | Olpe              | Kirchhundem          | 1. Juli 1969 |
| Kirchlengern         | Herford           | Kirchlengern         | 1. Jan. 1969 |
| Körbecke             | Soest             | Möhnesee             | 1. Juli 1969 |
| Laasphe              | Wittgenstein      | Bad Laasphe          | 1. Jan. 1975 |
| Laer                 | Steinfurt         | Laer                 | 1. Juli 1969 |
| Legden               | Ahaus             | Legden               | 1. Juli 1969 |
| Levern               | Lübbecke          | Stemwede             | 1. Jan. 1973 |
| Lichtenau            | Büren             | Lichtenau            | 1. Jan. 1975 |
| Liedern-Werth        | Borken            | Bocholt              | 1. Jan. 1975 |
| Liesborn-Wadersloh   | Beckum            | Wadersloh            | 1. Jan. 1975 |
| Lohne                | Soest             | Bad Sassendorf       | 1. Juli 1969 |
| Löhne                | Herford           | Löhne                | 1. Jan. 1969 |
| Lotte                | Tecklenburg       | Lotte                | 1. Jan. 1975 |
| Lüdenscheid          | Altena            | Lüdenscheid          | 1. Jan. 1969 |
| Lüdinghausen         | Lüdinghausen      | Lüdinghausen         | 1. Jan. 1975 |
| Lügde                | Höxter            | Lügde                | 1. Jan. 1970 |
| Marbeck-Raesfeld     | Borken            | Borken               | 1. Juli 1969 |
| Marl                 | Recklinghausen    | Marl                 | 1. Jan. 1975 |
| Medebach             | Brilon            | Medebach             | 1. Juli 1969 |
| Meinerzhagen         | Altena            | Meinerzhagen         | 1. Jan. 1969 |
| Menden               | Iserlohn          | Menden               | 1. Jan. 1975 |
| Meschede             | Meschede          | Meschede             | 1. Jan. 1975 |
| Mettingen            | Tecklenburg       | unbestimmt           | 1. Apr. 1951 |
| Milspe-Voerde        | Ennepe-Ruhr-Kreis | Ennepetal            | 1. Apr. 1949 |
| Netphen              | Siegen            | Netphen              | 1. Jan. 1969 |
| Neuenrade            | Altena            | Neuenrade            | 1. Jan. 1969 |
| Niedermarsberg       | Brilon            | Marsberg             | 1. Jan. 1975 |
| Niedersfeld          | Brilon            | Winterberg           | 1. Jan. 1975 |
| Nieheim              | Höxter            | Nieheim              | 1. Jan. 1970 |
| Nienborg             | Ahaus             | Heek                 | 1. Juli 1969 |
| Nordkirchen          | Lüdinghausen      | Nordkirchen          | 1. Jan. 1975 |
| Nottuln              | Münster           | Nottuln              | 1. Jan. 1975 |
| Ochtrup              | Steinfurt         | Ochtrup              | 1. Juli 1969 |
| Oelde                | Beckum            | Oelde                | 1. Jan. 1975 |
| Oestinghausen        | Soest             | Lippetal             | 1. Juli 1969 |
| Oestrich             | Iserlohn          | Letmathe             | 1. Okt. 1956 |
| Olfen                | Lüdinghausen      | Olfen                | 1. Jan. 1975 |
| Olpe                 | Olpe              | Olpe                 | 1. Juli 1969 |
| Ostbevern            | Warendorf         | Ostbevern            | 1. Jan. 1975 |
| Osterwick            | Coesfeld          | Rosendahl            | 1. Jan. 1975 |
| Ottmarsbocholt       | Lüdinghausen      | Senden               | 1. Jan. 1975 |
| Peckelsheim          | Warburg           | Willebadessen        | 1. Jan. 1975 |
| Pelkum               | Unna              | Hamm                 | 1. Jan. 1968 |
| Petershagen          | Minden            | Petershagen          | 1. Jan. 1973 |
| Preußisch Oldendorf  | Lübbecke          | Preußisch Oldendorf  | 1. Jan. 1973 |
| Amt Rahden           | Lübbecke          | Rahden               | 1. Jan. 1973 |
| Reckenberg           | Wiedenbrück       | Rheda-Wiedenbrück    | 1. Jan. 1970 |
| Rehme                | Minden            | Bad Oeynhausen       | 1. Jan. 1973 |
| Rhede                | Borken            | Rhede                | 1. Aug. 1968 |
| Rheine               | Steinfurt         | Rheine               | 1. Jan. 1975 |
| Rhynern              | Unna              | Hamm                 | 1. Jan. 1968 |
| Riesenbeck           | Tecklenburg       | Hörstel              | 1. Jan. 1975 |
| Rietberg             | Wiedenbrück       | Rietberg             | 1. Jan. 1970 |
| Rödinghausen         | Herford           | Rödinghausen         | 1. Jan. 1969 |
| Rorup                | Coesfeld          | Dülmen               | 1. Jan. 1975 |
| Roxel                | Münster           | Münster              | 1. Jan. 1975 |
| Rüthen               | Lippstadt         | Rüthen               | 1. Jan. 1975 |
| Salzkotten-Boke      | Büren             | Salzkotten           | 1. Jan. 1975 |
| Sankt Mauritz        | Münster           | Münster              | 1. Jan. 1975 |
| Sassenberg           | Warendorf         | Sassenberg           | 1. Juli 1969 |
| Schloß Neuhaus       | Paderborn         | Paderborn            | 1. Jan. 1975 |
| Schmallenberg        | Meschede          | Schmallenberg        | 1. Jan. 1975 |
| Schöppingen          | Ahaus             | Schöppingen          | 1. Juli 1969 |
| Sendenhorst          | Beckum            | Sendenhorst          | 1. Jan. 1975 |
| Serkenrode           | Meschede          | Finnentrop           | 1. Juli 1969 |
| Spenge               | Herford           | Spenge               | 1. Jan. 1969 |
| Stadtlohn            | Ahaus             | Stadtlohn            | 1. Juli 1969 |
| Steinheim            | Höxter            | Steinheim            | 1. Jan. 1970 |
| Störmede             | Lippstadt         | Geseke               | 1. Jan. 1975 |
| Sundern              | Arnsberg          | Sundern              | 1. Jan. 1975 |
| Tecklenburg          | Tecklenburg       | Tecklenburg          | 1. Jan. 1975 |
| Telgte               | Münster           | Telgte               | 1. Jan. 1975 |
| Thülen               | Brilon            | Brilon               | 1. Jan. 1975 |
| Unna-Kamen           | Unna              | Unna                 | 1. Jan. 1968 |
| Velen-Ramsdorf       | Borken            | Velen                | 1. Jan. 1975 |
| Verl                 | Wiedenbrück       | Verl                 | 1. Jan. 1970 |
| Versmold             | Halle (Westf.)    | Versmold             | 1. Jan. 1973 |
| Vlotho               | Herford           | Vlotho               | 1. Jan. 1969 |
| Volmarstein          | Ennepe-Ruhr-Kreis | Wetter (Ruhr)        | 1. Jan. 1970 |
| Vörden               | Höxter            | Marienmünster        | 1. Jan. 1970 |
| Vorhelm              | Beckum            | Sendenhorst          | 1. Jan. 1968 |
| Waltrop              | Recklinghausen    | Waltrop              | 1. Jan. 1975 |
| Warburg-Land         | Warburg           | Warburg              | 1. Jan. 1975 |
| Warstein             | Arnsberg          | Warstein             | 1. Jan. 1975 |
| Weidenau             | Siegen            | Siegen               | 1. Juli 1966 |
| Wenden               | Olpe              | Wenden               | 1. Juli 1969 |
| Werl                 | Soest             | Wickede (Ruhr)       | 1. Juli 1969 |
| Werther              | Halle (Westf.)    | Werther (Westf.)     | 1. Jan. 1973 |
| Wessum               | Ahaus             | Ahaus                | 1. Jan. 1975 |
| Westhofen            | Iserlohn          | Schwerte             | 1. Jan. 1975 |
| Wilnsdorf            | Siegen            | Wilnsdorf            | 1. Jan. 1969 |
| Windheim             | Minden            | Petershagen          | 1. Jan. 1973 |
| Wolbeck              | Münster           | Münster              | 1. Jan. 1975 |
| Wüllen               | Ahaus             | Ahaus                | 1. Juli 1969 |
| Wünnenberg           | Büren             | Bad Wünnenberg       | 1. Jan. 1975 |

Fußnoten

## Einwohnerreichste Ämter
Die einwohnerreichsten Ämter waren im Jahr 1965 die Ämter Marl (mit der Stadt Marl), Pelkum (mit Bergkamen und Herringen, bis zur Ausgliederung der Gemeinde Herringen am 1. Juli 1965) und Unna-Kamen (mit Oberaden und Heeren-Werve).